# Zoila Benítez de Mendoza
Zoila Benítez de Mendoza (nacida en La Habana, en 1946) es una Pedagoga y política cubana. Fue Vicepresidenta de la Asamblea Nacional del Poder Popular de Cuba (ANPP), entre 1990 y 1993. Actualmente, es la Presidenta de la Sociedad de Amigos del País de Cuba. 

## Biografía
Zoila Benítez de Mendoza nació en La Habana, en 1946. En 1961, formó parte de la Brigada "Conrado Benítez", durante la campaña de alfabetización en Cuba. Se graduó de Doctora en Ciencias Pedagógicas en la Universidad de La Habana. 
Fungió como Vicepresidenta de la Asamblea Nacional del Poder Popular de Cuba (ANPP) entre 1990 y 1993.
Colaboradora científica del Instituto Central de Ciencias Pedagógicas (ICCP). Fundadora  de la Asociación de Pedagogos de Cuba. Consultora Internacional de la AELAC.
Resultó electa en mayo de 2019 como presidenta de la Sociedad Económica de Amigos del País (SEAP), siendo la segunda mujer en ocupar el cargo desde el surgimiento de esa organización en Cuba, la cual fue fundada en 1793.